# ナノマテリアル融合臓器移植
ナノマテリアル融合臓器移植（ナノマテリアルゆうごうぞうきいしょく、英: Nanomaterial-integrated Organ Transplantation）は、人体の免疫反応を最小限に抑えつつ、機能的な人工臓器と生体組織を融合させる新しい臓器移植技術である。ナノスケールの材料科学と再生医療の融合により、従来の免疫抑制剤に依存しない移植を可能にすると期待されている。

## 背景
従来の臓器移植では、拒絶反応の抑制のために強力な免疫抑制剤の投与が不可欠であったが、副作用のリスクや長期的な生着率の問題が課題となっていた。近年、ナノマテリアルを用いた免疫調整機構の開発が進み、生体適合性の高い人工臓器の製造技術と組み合わせることで、新たな移植アプローチが模索されている。

## 技術的特徴

### ナノマテリアル融合膜
移植臓器の表面に特殊なナノポリマー膜を形成し、免疫細胞との直接的な接触を制御する。この膜は生体分子の選択的透過性を持ち、必要な栄養素や酸素は通過させつつ、免疫細胞の侵入や攻撃を防ぐ役割を果たす。

### 免疫寛容誘導ナノカプセル
移植臓器周辺に微小なナノカプセルを配置し、局所的に免疫抑制因子や調整性T細胞を誘導する物質を持続的に放出することで、全身への免疫抑制薬投与を大幅に削減する。

### 組織融合促進ナノ架橋構造
生体組織と人工臓器の接合部にナノレベルの架橋構造を導入し、細胞外マトリックスの再構築と血管新生を促進。これにより移植部位の早期生着と機能回復を支援する。

## 臨床応用と課題
初期臨床試験では、腎臓や肝臓の部分的再建に成功した例が報告されている。しかしながら、長期的な生体適合性の維持、ナノマテリアルの分解産物の安全性評価、製造コストの高さといった課題が残る。将来的には、患者固有の細胞を用いたバイオプリンティング技術との融合も期待されている。

## 関連分野
- 再生医学
- ナノテクノロジー
- 免疫学
- 生体材料